# Wojnicz (gmina)
Wojnicz est une gmina mixte du powiat de Tarnów, Petite-Pologne, dans le sud de Pologne. Son siège est la ville de Wojnicz, qui se situe environ 15 km au sud-ouest de Tarnów et 65 km à l'est de la capitale régionale Cracovie.
La gmina couvre une superficie de 78,55 km2 pour une population de 13 019 habitants.

## Géographie
Outre la ville de Wojnicz, la gmina inclut les villages de Biadoliny Radłowskie, Dębina Łętowska, Dębina Zakrzowska, Grabno, Isep, Łopoń, Łukanowice, Milówka, Olszyny, Rudka, Sukmanie, Więckowice, Wielka Wieś et Zakrzów.
La gmina borde les gminy de Borzęcin, Dębno, Pleśna, Tarnów, Wierzchosławice, Wietrzychowice et Zakliczyn.